# Joey Chestnut
Joseph Christian Chestnut conhecido como "Joey Chestnut" (Vallejo, Estados Unidos, 25 de novembro de 1983) é um comedor competitivo americano. Com 1,85 metros de altura e pesando 104Kg, ele está atualmente classificado em primeiro lugar do ranking da Federação Internacional de Alimentação (Major League Eating).
No dia 4 de julho de 2007 Joey venceu pela primeira vez a famosa competição de comedores de cachorro-quente do Nathan's Famous. Ele derrotou Takeru Kobayashi, que havia vencido por seis anos seguidos, depois de comer 66 cachorros-quentes em 12 minutos, estabelecendo na época um novo recorde mundial. No ano seguinte Chestnut defendeu bem seu título com uma margem de vitória de cinco hot dogs novamente sobre Kobayashi. Ele devorou 55 cachorros-quentes dentro do novo limite de tempo da competição de dez minutos. No dia 4 de julho de 2009, Chestnut superou Kobayashi novamente após estabelecer um novo recorde mundial comendo 68 cachorros-quentes em 10 minutos e faturar assim o seu terceiro título consecutivo.
No ano de 2010 Joey Chestnut faturou seu quarto título consecutivo. A competição do ano seguinte, em 2011, ficou marcada pela ausência de Kobayashi que se recusou a assinar um contrato com a Major League Eating. Sem a presença do grande rival, Chestnut seguiu vencendo nos anos seguintes onde travou um competição contra si mesmo. Em 2012 conseguiu novamente comer 68 cachorros-quentes em dez minutos e em 2013 estabeleceu novamente o recorde mundial ao consumir 69 hot dogs. Na competição de 2015 foi derrotado por Matt Stonie, mas em 2016 recuperou o título e estabeleceu mais um novo recorde de 70 hot dogs consumidos em 10 minutos. Em 2017 Chestnut alcançou seu décimo título em 11 anos com um novo recorde de 72 cachorros-quentes, e em 2018 aumentou a marca para 74 cachorros-quentes em mais uma vitória, sua décima primeira. Em 2019 ele comeu 71 hot dogs e garantiu a vitória pela décima segunda vez. Em 2020 estabeleceu um novo recorde mundial comendo 75 hot dogs, nessa competição recebeu o novo apelido de "Gladiador Glizzy". Em 2021, ele aumentou o recorde mundial para 76 cachorros-quentes e garantiu sua décima quarta vitória. Em 2022, apesar de uma lesão no tendão da perna, ele consumiu 63 cachorros-quentes e garantiu seu 15º campeonato. Em 2024 aumentou seu recorde mundial para 83 cachorros-quentes em um evento da Netflix.

## Treino
Chestnut costuma treinar em jejum e prepara seu estômago com leite, água e suplementos de proteína. Três dias antes de vencer um concurso de comer frango, em Boston, em novembro de 2005, ele bebeu vários litros de água em menos de um minuto e comeu asas de frango para deixar seu estômago acostumado a eles.

## Carreira

### Primeiros anos (2005-2006)
Chestnut, um estudante da Universidade Estadual de San Jose, entrou na cena competitiva de alimentação em 2005 com um desempenho extraordinário no campeonato de aspargos fritos, no qual ele venceu Rich LeFevre, comendo 6,3 kg de aspargo em 11,5 minutos. Nesse mesmo ano, durante o famoso concurso internacional de comer cachorro-quente do Nathan's Famous, ele abateu 32 hot dogs, ficando em terceiro lugar atrás de Takeru Kobayashi e Sonya Thomas.
Em 22 de outubro de 2005, Chestnut estabeleceu um novo recorde mundial para com 32,5 sanduíches de queijo grelhados em 10 minutos na Feira do Estado do Arizona, que fazia parte do circuito do World Grilled Cheese Eating Championship.
Chestnut derrotou Thomas no Waffle House World Waffle Eating Championship e ficou em segundo lugar no qualificatório do Krystal Square Off Hamburger Eating Championship, onde comeu 56 hambúrgueres em oito minutos. Mais tarde ele venceu a final comendo 91 hambúrgueres, terminando em segundo lugar no total atrás dos 97 hambúrgueres consumidos por Kobayashi.
Em 2006 Chestnut se classificou para o Concurso do Nathan's comendo 50 cachorros-quentes com pãezinhos. No dia 4 de julho, houve especulações de que 2006 poderia ser o ano em que Kobayashi seria derrotado. mas não foi o que aconteceu, no entanto. Embora chestnut tenha conseguido um grande desempenho, se mantendo à frente de Kobayashi durante a maior parte da disputa, a contagem final acabou sendo de 52 contra 53 de Kobayashi  (um novo recorde mundial). Chestnut ainda perdeu para Kobayashi em mais uma outra competição naquele ano.

### Derrotando Kobayashi (2007-2010)
Em 2007, Chestnut venceu o Wing Bowl XV, um evento anual da Filadélfia. Nesta competição, ele comeu 182 asas de frango em 30 minutos, tornando-se um campeão e recordista. Chestnut foi visto em um vídeo do YouTube bebendo um litro de leite em 41 segundos.
No dia 4 de julho de 2007, Chestnut e Kobayashi duelaram por um recorde de cachorros-quentes durante uma batalha do Nathan's em Coney Island, Brooklyn, Nova York. Chestnut derrotou Kobayashi pela primeira vez vendendo por 66-63, tendo sido esta a primeira derrota do rival no concurso em seis anos.
Em 4 de julho de 2008, Chestnut derrotou mais uma vez Takeru Kobayashi no Nathan's Hot Dog Eating Contest depois de comer 59 hot dogs em 10 minutos. Inicialmente houve um empate que forçou um duelo de mais cinco hor dogs, onde Chestnut ganhou depois de consumir todos os 5 cachorros-quentes antes de Kobayashi. A marca de 59 foi um novo recorde na competição baseado na redução de 12 minutos para 10 minutos. Na época Chestnut pesava 102 quilos. Ainda no ano de 2008, em outubro, ele consumiu 45 fatias de pizza, ganhando o "Famous Famiglia World Pizza Eating Championship", que foi realizado na Times Square de Nova York. Este seria um breve recorde até Bertoletti consumir 47 fatias algumas semanas depois.
No dia 21 de fevereiro de 2009, ele consumiu 10 quilos e meio de macarrão e queijo em sete minutos durante o intervalo de um jogo de lacrosse do San Jose Stealth, vencendo seus competidores e adicionando outro recorde mundial ao seu nome. Em 4 de julho de 2009, Chestnut melhorou seu recorde anterior de 59 cachorros-quentes consumindo 68 no Concurso de Comer Cachorro-quente do Nathan's.
Em 4 de julho de 2010, Chestnut garantiu seu quarto título do Nathan's Hot Dog Eating Contest, consumindo 54 hot dogs no que ele mesmo descreveu como um desempenho decepcionante.

### Sem rivais (2011-2014)
Em 4 de julho de 2011, Chestnut garantiu seu quinto título consecutivo Nathan's Hot Dog Eating Contest, consumindo 62 cachorros-quentes. Neste ano ele iniciou uma jornada sem rivais à altura de seu desempenho, já que Kobayashi não pôde participar do concurso porque se recusou a assinar um contrato exigido pela Major League Eating. Kobayashi então comeu 69 hot dogs em um evento externo à parte com juízes independentes para estabelecer um novo recorde mundial.

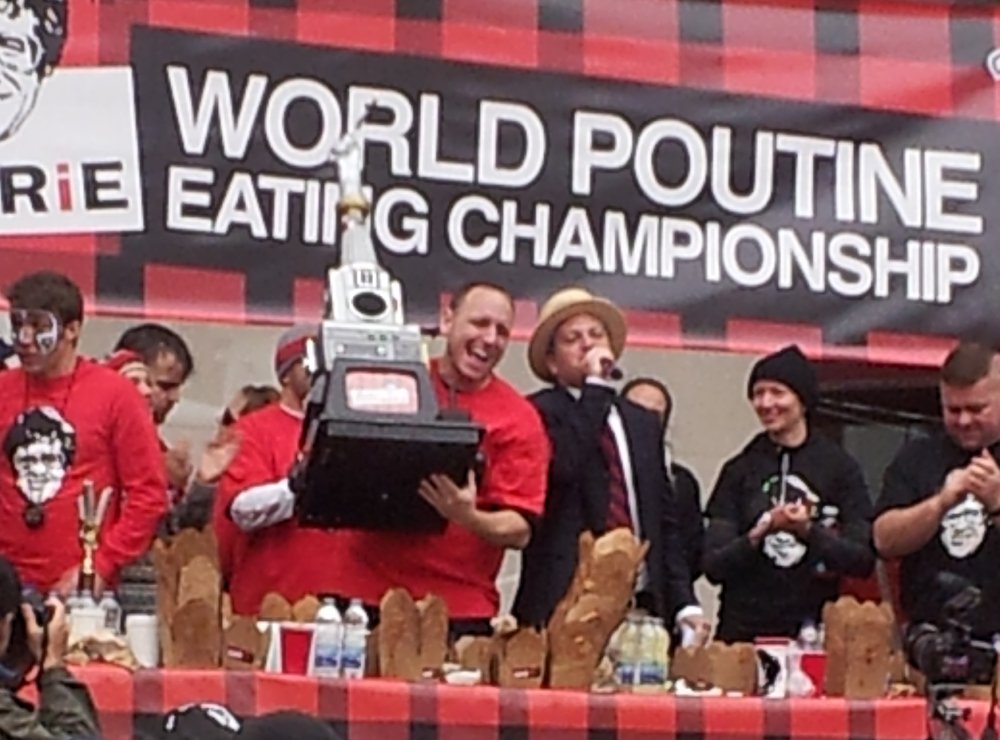
Joey Chestnut com o troféu do World Poutine Eating Championship de 2012

No dia 4 de julho de 2012, Chestnut defendeu com sucesso o seu título no 97º Nathan's Hot Dog Eating Contest em Coney Island, no Brooklyn, Nova York. Ele igualou seu próprio recorde mundial consumindo 68 hot dogs em 10 minutos, o que lhe valeu o seu 6º "cinturão de mostarda" para esta competição. Em 2 de setembro de 2012, Chestnut consumiu 191 asas de frango em 12 minutos para ganhar o troféu de 1º lugar na competição do Buffalo Wing Festival em Buffalo, Nova York . Ele derrotou a campeã anterior Sonya Thomas que havia vencido por cinco anos seguidos. No dia 13 de outubro de 2012, Chestnut venceu o World Poutine Eating Championship em Toronto, Canadá, consumindo 19 caixas de poutine em 10 minutos.
Em 4 de julho de 2013, Chestnut defendeu com sucesso mais uma vez o seu título no 98º Nathan's Hot Dog Eating Contest em Coney Island, no Brooklyn, Nova York. Ele bateu seu próprio recorde mundial de 68 cachorros-quentes ao consumir 69 em 10 minutos, o que lhe valeu seu 7º Mostarda Belt para esta competição. Chestnut declarou neste ano e em muitas outras ocasiões que sua comida favorita é costela, e não cachorros-quentes.
No dia 4 de julho de 2014 Chestnut venceu a competição de comer cachorros-quentes mais uma vez. Ele derrotou seu oponente principal Matt "Megatoad" Stonie por uma diferença pequena. Joey comeu com sucesso 61 cachorros-quentes contra 56 de Stonie, conquistando assim sua oitava vitória consecutiva. Antes do evento, Chestnut fez um pedido formal à sua namorada Neslie Ricasa em casamento, e ela aceitou. Mais tarde, no entanto, o casal acabou se separando antes da data agendada para o casamento.

### Derrota e retorno ao topo (2015-2019)
Em 4 de julho de 2015, Chestnut foi derrotado por Matt Stonie. Ele comeu com sucesso 60 cachorros-quentes, mas Stonie melhorou seu resultado de 2014 e consumiu 62 cachorros-quentes, encerrando uma sequência de oito anos de vitórias de Chestnut.
No dia 4 de julho de 2016, Chestnut conseguiu recuperar seu título ao comer 70 cachorros-quentes em 10 minutos e de quebra ainda estabeleceu um novo recorde para a competição. A marca acabou sendo quebrada já no ano seguinte quando Chestnut estabeleceu um novo recorde de 72 cachorros-quentes comidos em 10 minutos, no dia que conquistou seu décimo título na competição. Para o competidor o clima quente e úmido prejudicou sua performance e ele disse que teve de parar para respirar um pouco durante a disputa.
Em 2018 Chestnut melhorou ainda mais o seu recorde mundial ao comer 74 cachorros-quentes naquele que foi o seu 11º título do Nathan's Hot Dog Eating Contest. Inicialmente houve uma confusão na contagem que marcava "apenas" 64 hot dogs consumidos, porém os juízes corrigiram a marcação logo após o final da disputa. A competição deste ano ficou marcada pelo forte calor em Nova York de 32º C que prejudicou o desempenho dos outros competidores.

### Novos recordes mundiais (2020-2023)
A competição de 2020 ficou marcada por uma mudança de local, além da não presença do público devido à Pandemia de COVID-19. As disputas foram realizadas em local fechado, com ar condicionado, fator que Joey Chestnut considerou propoenço para estabelecer um novo recorde mundial. No dia 4 de julho de 2020, ele comeu 75 cachorros-quentes em dez minutos estabelecendo à nova marca como previsto, que foi de um cachorro-quente a mais que o recorde anterior de 2018. No dia 4 de julho de 2021, ele quebrou o recorde mundial novamente, comendo 76 cachorros-quentes em 10 minutos.
Em 2022 Chestnut conquistou seu 15º título do Nathan's Hot Dog Eating Contest ao comer 63 cachorros-quentes, mesmo competindo com uma lesão no tendão da perna que o impediu de usar uma de seua principais técnicas de dar pequenos pulos. A disputa de 2022 foi interrompida por um manifestante que invadiu o palco para fazer um protesto, Chestnut foi brevemente interrompido por um empurrão do menifestante, mas ele mesmo o agarrou e o derrubou, retorno imediantamente a comer.
Em 6 de abril de 2023 (Dia Nacional do Burrito), Chestnut venceu o primeiro Campeonato Mundial de Comer Burrito em Milwaukee, Wisconsin, consumindo 14,5 burritos em 10 minutos. 
Em 4 de julho de 2023, Chestnut comeu 62 cachorros-quentes e ganhou seu 16º título do Nathan's Hot Dog Eating Contest. O concurso quase foi cancelado devido a uma tempestade, mas acabou começando após um atraso de 2 horas. Chestnut supostamente desempenhou um “papel significativo” na reversão da decisão previamente anunciada de cancelamento.

### Ausência de peso, Netflix e retorno (2024-2025)
Em 11 de junho de 2024, Chestnut foi proibido de participar do concurso Nathan's Famous Hot Dog Eating de 2024 por ter assinado um contrato de patrocínio com a empresa Impossible Foods, uma concorrente do Nathan's Famous. Chestnut respondeu dizendo que uma mudança de regra em relação aos patrocinadores foi a base para sua proibição. A MLE esclareceu que ele ainda poderia comparecer ao concurso anual. Chestnut decidiu comparecer à celebração Pop Goes the Fort de Fort Bliss e competir em uma disputa de alimentação 4 contra 1 com um limite de tempo de cinco minutos. Ele comeu 57 cachorros-quentes em cinco minutos, quase empatando a contagem do campeão do Nathan's Hot Dog Eating Contest, Patrick Bertoletti, de 58 cachorros-quentes em dez minutos. Chestnut venceu o concurso, pois os quatro soldados do Exército comeram 49 cachorros-quentes todos juntos.
No dia 2 de setembro a Netflix transmitiu um evento ao vivo chamado de Unfinished Beef em sua plataforma de streaming. Neste evento a Netflix promoveu um duelo de comer cachorros quentes entre Joey Chestnut e Takeru Kobayashi. Os dois não se enfrentavam desde o ano de 2009, quando competiram juntos pela última vez no concurso Nathan's Famous Hot Dog Eating. Chestnut saiu vencedor da disputa ao estabelecer um novo recorde mundial de comer cachorros quentes, com 83 pães e salsichas consumidos contra 66 do seu maior rival.
Em 4 de julho de 2025, Chestnut fez seu retorno ao Nathan's Hot Dog Eating Contest consumindo 70,5 HDB para recuperar o título, seu 17º no geral. O concorrente mais próximo foi o então atual campeão Patrick Bertoletti com 46,5 HDB.

## Conquistas

### Recordes mundiais
| Ano  | Competição                                        | Local                   | Alimento            | Recorde       | Tempo      | Ref.   | Nota       |
| 2024 | Netflix Unfinished Beef                           | Las Vegas, Nevada       | Cachorro-quente     | 83 unidades   | 10 minutos |        | [ nota 1 ] |
| 2021 | Nathan's Hot Dog Eating Contest                   | Coney Island, Nova York | Cachorro-quente     | 76 unidades   | 10 minutos | [ 41 ] | [ nota 2 ] |
| 2020 | Nathan's Hot Dog Eating Contest                   | Coney Island, Nova York | Cachorro-quente     | 75 unidades   | 10 minutos | [ 11 ] | [ nota 3 ] |
| 2020 | Desafio pessoal                                   | San José, Califórnia    | Big Mac             | 32 unidades   | 38min15s   | [ 42 ] | [ nota 4 ] |
| 2018 | Nathan's Hot Dog Eating Contest                   | Coney Island, Nova York | Cachorro-quente     | 74 unidades   | 10 minutos | [ 35 ] | [ nota 5 ] |
| 2018 | International Bar-B-Q Festival                    | Owensboro, Kentucky     | Carne de carneiro   | 81 sanduíches | 10 minutos | [ 43 ] | [ nota 6 ] |
| 2016 | St. Elmo Shrimp Cocktail Eating Championship      | Indianápolis, Indiana   | Camarão             | 6,8 Kg        | 8 minutos  | [ 44 ] |            |
| 2015 | The Texas King                                    | Amarillo, Texas         | Bife                | 2,04 Kg       | 4min18s    | [ 45 ] |            |
| 2015 | World Famous Case's Pork Roll Eating Championship | Trenton New Jersey      | Presunto de porco   | 32 sanduíches | 10 minutos | [ 46 ] | [ nota 7 ] |
| 2014 | Deep Fried Asparagus Eating Championship          | Stockton, Califórnia    | Aspargos            | 5,8 kg        | 10 minutos | [ 47 ] |            |
| 2013 | Best in the West Nugget Rib Cook                  | Sparks, Nevada          | Costelinha de porco | 6,2 Kg        | 12 minutos | [ 48 ] |            |
| 2013 | Oktoberfest Zinzinnati                            | Cincinnati, Ohio        | Bratwurst           | 70 unidades   | 10 minutos | [ 49 ] |            |
| 2013 | Radcliff Fall Festival                            | Radcliff, Kentucky      | Ovo cozido          | 141 unidades  | 8 minutos  | [ 50 ] |            |
| 2008 | Ken & Ziggy's Zellagabetsky Sandwich Challenge    | Houston, Texas          | Kneidl              | 78 unidades   | 8 minutos  | [ 51 ] |            |

### Nathan's Hot Dog Eating Contest
| Ano  | Unidades | Tempo  | Notas |
| 2025 | 70,5     | 10 min | Após perder a competição de 2024, Joey Chestnut retornou e conquistou seu 17º título |
| 2023 | 62       | 10 min | Joey Chestnut foi campeão pela 16ª vez |
| 2022 | 63       | 10 min | Joey Chestnut competiu com uma lesão na perna e foi interrompido brevemente por um manifestante |
| 2021 | 76       | 10 min | Joey Chestnut quebrou o seu próprio recorde mundial com 76 cachorros-quentes |
| 2020 | 75       | 10 min | Joey Chestnut quebrou o seu próprio recorde mundial com 75 cachorros-quentes |
| 2019 | 71       | 10 min | Chestnut alcançou a marca de 12 vitórias |
| 2018 | 74       | 10 min | Joey Chestnut quebrou o seu próprio recorde mundial com 74 cachorros-quentes |
| 2017 | 72       | 10 min | Joey Chestnut quebrou o seu próprio recorde mundial com 72 cachorros-quentes |
| 2016 | 70       | 10 min | Chestnut havia alcançado o recorde de 73 cachorros-quentes durante uma competição qualificatória em Washington, D.C. |
| 2014 | 61       | 10 min | Joey Chestnut enfrentou uma forte concorrência de Matt Stonie, que terminou em segundo com 56 cachorros-quentes. Esta foi a 8ª vitória consecutiva de Joey que teve a sequência interrompida no ano seguinte.                                                                       |
| 2013 | 69       | 10 min | Joey Chestnut quebrou o recorde mundial com 69 cachorros-quentes |
| 2012 | 68       | 10 min | Chestnut empatou seu recorde anterior, estabelecido em 2009. Ele também se tornou a segunda pessoa a ganhar seis títulos consecutivos. |
| 2011 | 62       | 10 min | Pela primeira vez as mulheres competiram separadamente com vitória de Sonya Thomas. |
| 2010 | 54       | 10 min | Chestnut alcançou a marca de 4 vitórias |
| 2009 | 68       | 10 min | Joey Chestnut quebrou o seu próprio recorde americano com 68 cachorros-quentes |
| 2008 | 59 + 5   | 10 min | Primeiro evento onde foi usado o novo limite de tempo de dez minutos e onde ocorreu o primeiro empate desde 1980. Chestnut e Kobayashi empataram em primeiro lugar com 59 cachorros-quentes. Na prorrogação Chestnut foi o primeiro a comer cinco cachorros-quentes em 50 segundos. |
| 2007 | 66       | 12 min | Joey Chestnut estabelece o recorde americano com 66 cachorros-quentes e interrompe uma sequência de seis vitórias de Takeru Kobayashi |

## Ligações Externas
- Página oficial (em inglês)
- Perfil (em inglês)
- Entrevista (em inglês)